# Barbus multilineatus
Barbus multilineatus és una espècie de peix cipriniforme de la família dels ciprínids.

## Morfologia
Els mascles poden assolir els 4,5 cm de longitud total.

## Distribució geogràfica
Es troba als cursos superiors dels rius Zambezi i Kafue. També als rius Okavango i al tram zambià del Congo.